# Waccabuc (rzeka)
Rzeka Waccabuc – rzeka w Stanach Zjednoczonych, w stanie Nowy Jork, w hrabstwie Westchester. Bierze swój początek w jeziorze Waccabuc, a kończy bieg uchodząc do rzeki Cross. Zarówno długość cieku, jak i powierzchnia zlewni nie zostały oszacowane przez USGS.